# Gardner Minshew
Gardner Flint Minshew II (geboren am 16. Mai 1996 in Flowood, Mississippi) ist ein US-amerikanischer American-Football-Spieler auf der Position des Quarterbacks. Er spielte College Football für die East Carolina University und die Washington State University. Er steht seit 2025 bei den Kansas City Chiefs in der National Football League (NFL) unter Vertrag. Zuvor spielte Minshew für die Jacksonville Jaguars, die Philadelphia Eagles, die Indianapolis Colts und die Las Vegas Raiders.

## College
Minshew wuchs in Brandon, Mississippi, auf und besuchte die dortige Highschool. An der Highschool warf Minshew für 11.222 Yards und 105 Touchdowns. Danach wollte er die University of Alabama at Birmingham besuchen, die jedoch kurz darauf ihr Football-Programm einstellte, womit sein Stipendienangebot verfiel. Da Minshew kein weiteres Stipendienangebot erhielt, spielte er zunächst ein Jahr am Community College.
2015 spielte Minshew daher Football am Northwest Mississippi Community College, das er zur nationalen Meisterschaft in der National Junior College Athletic Association führte. Er stand in zwölf Spielen auf dem Feld und erzielte 3288 Yards Raumgewinn bei 28 Touchdowns und fünf Interceptions.
Minshew ging schließlich ohne Stipendium auf die East Carolina University, wo er sein Studium zunächst selbst finanzierte. Dort spielte er 2016 und 2017. Danach wollte er auf die University of Alabama wechseln, um den Grundstein für eine Karriere als Trainer zu legen. Dort sollte er als Absicherung dienen, falls einer der dort etablierten Quarterbacks die Universität wechseln sollte. Minshew erhielt darüber hinaus ein Angebot von der Washington State University, wo ihm der Job als neuer Starting Quarterback angeboten wurde. Er entschied sich für Washington State, mit denen er 2018 elf von 13 Spielen gewann. Mit 367,6 Yards Raumgewinn pro Spiel führte er die FBS an. Er wurde zum Offensive Player of the Year in der Pacific-12 Conference ernannt und belegte den fünften Platz bei der Wahl zur Heisman Trophy.
Zudem gewann er den Johnny Unitas Golden Arm Award als bester Quarterback in seinem Senior-Jahr (dem vierten Jahr am College). Für Washington State erzielte Minshew 4779 Yards Raumgewinn sowie 38 Touchdowns  bei neun Interceptions. 70,7 % seiner Pässe waren erfolgreich. Unter anderem wegen seiner vergleichsweise kleinen Größe und einem als zu schwach eingeschätzten Arm galt Minshew dennoch nicht als einer der besten Quarterbacks im folgenden NFL Draft. Beim Wonderlic-Test, einem Intelligenztest im Rahmen des NFL Combine, erreichte Minshew 42 Punkte, womit er weit über dem Durchschnitt liegt.

## NFL
Im NFL Draft 2019 wurde Minshew in der 6. Runde an 178. Stelle von den Jacksonville Jaguars ausgewählt. Trotz einer glanzlosen Preseason setzte er sich hinter dem als Starting Quarterback gesetzten Nick Foles als Backup gegen Alex McGough durch.
In Woche 1 kam Minshew zu seinem NFL-Debüt, nachdem Foles wegen einer Schulterverletzung nicht mehr weiterspielen konnte. Minshew brachte 22 von 25 Pässen an und warf dabei zwei Touchdowns sowie eine Interception. Seine Quote von 88 % erfolgreichen Pässen ist die bis dahin höchste Quote eines Spielers bei seinem NFL-Debüt (bei mindestens 15 Passversuchen). Nach dem Spiel wurde bekannt, dass Foles sich das Schlüsselbein gebrochen hatte, wodurch Minshew ab Woche 2 zum Starting Quarterback der Jaguars wurde. Im Thursday-Night-Spiel am 3. Spieltag gelang Minshew gegen den Divisionskonkurrenten Tennessee Titans sein erster Sieg als Starting-Quarterback. Er warf zwei Touchdownpässe. In seinen ersten drei Spielen brachte er 73,9 % seiner Pässe ans Ziel, eine bessere Quote gelang bislang in der modernen NFL seit 1970 keinem Quarterback bei seinen ersten drei Auftritten. Im vierten Saisonspiel bei den Denver Broncos warf Minshew für 213 Yards und zwei Touchdowns und führte die Jaguars zu einem Last-Minute-Sieg. Für seine Leistungen wurde Minshew als NFL Offensive Rookie of the Month ausgezeichnet.
Insgesamt verzeichneten die Jaguars mit Minshew als Starter vier Siege und vier Niederlagen. Nach einem schwachen Auftritt mit zwei Interceptions und zwei verlorenen Fumbles bei der 3:26-Niederlage gegen die Houston Texans im Rahmen der NFL International Series und der Genesung von Foles musste Minshew wieder auf der Bank Platz nehmen. In Woche 13 wurde er in der zweiten Hälfte für Foles eingewechselt, nachdem dieser eine schwache Leistung gezeigt hatte. Am 14. Spieltag wurde Minshew wieder als Starter eingesetzt. Insgesamt kam Minshew in seinem Rookie-Jahr in 14 Spielen zum Einsatz, zwölfmal lief er als Starting Quarterback auf. Bei einer Passquote von 60,6 % warf er für 3271 Yards Raumgewinn, dabei erzielte er 21 Touchdowns und warf 6 Interceptions.
Minshew ging nach dem Trade seines Konkurrenten Foles zu den Chicago Bears als Starting Quarterback der Jaguars in die Saison 2020. Im ersten Saisonspiel schlug Minshew mit den Jaguars überraschend die Indianapolis Colts, dabei brachte er 19 von 20 Pässen für 173 Yards und drei Touchdowns an ihr Ziel. Im weiteren Saisonverlauf konnte Minshew seine Leistung aus dem Auftaktspiel nicht bestätigen und baute ab dem 5. Spieltag insbesondere bei seiner Passgenauigkeit ab, sodass Head Coach Doug Marrone überlegte, ihn als Starting Quarterback durch Mike Glennon oder den Sechstrundenpick Jake Luton zu ersetzen. Nach dem 7. Spieltag wurde bekannt, dass Minshew seit Woche 5 mit einer Verletzung an seinem rechten Daumen gespielt hatte. Anschließend saß Minshew wegen seiner Verletzung auf der Bank und wurde durch Jake Luton vertreten. Nachdem Luton schwache Leistungen gezeigt hatte, wurde er durch Glennon ersetzt, auch als Minshew wieder einsatzbereit war. Am 14. Spieltag wurde Minshew gegen die Tennessee Titans schließlich wieder eingewechselt, als auch Glennon nicht überzeugte. In Woche 16 musste Minshew den Posten als Starter wieder für Glennon räumen.
Am 28. August 2021 wurde er für einen späten Draftpick im NFL Draft 2022 zu den Philadelphia Eagles getauscht, nachdem Trevor Lawrence als Starting Quarterback der Jaguars benannt wurde. Als Backup von Jalen Hurts kam Minshew am 13. Spieltag als Starter zum Einsatz, da Hurts wegen einer Knöchelverletzung fehlte. Beim 33:18-Sieg über die New York Jets brachte Minshew 20 von 25 Pässen für 242 Yards Raumgewinn und zwei Touchdowns an. Am letzten Spieltag der Regular Season kam Minshew erneut als Starter zum Einsatz, da die bereits sicher für die Play-offs qualifizierten Eagles Hurts, der an einer Knöchelverletzung laborierte, schonen wollten. Minshew brachte bei der 26:51-Niederlage gegen die Dallas Cowboys 19 von 33 Pässen für 186 Yards an, dabei warf er zwei Touchdownpässe und eine Interception.
In der Saison 2022 kam Minshew in zwei Spielen gegen die Dallas Cowboys und die New Orleans Saints am sechzehnten und am siebzehnten Spieltag als Starter zum Einsatz, da Hurts verletzungsbedingt nicht spielen konnte. Beide Partien verloren die Eagles, dabei warf Minshew drei Touchdownpässe und drei Interceptions.
Im März 2023 nahmen die Indianapolis Colts Minshew unter Vertrag. Dort konkurrierte er mit Rookie Anthony Richardson um die Position als Starting-Quarterback, wobei Richardson den Vorzug erhielt. Allerdings spielte letztlich Minshew den Großteil der Saison als Starter, nachdem Richardson sich am fünften Spieltag schwer verletzt hatte und den Rest der Saison verpasste. Mit Minshew, der 62,2 % seiner Pässe für 3306 Yards Raumgewinn anbrachte und 15 Touchdownpässe bei neun Interceptions warf, gewannen die Colts sieben Spiele bei sechs Niederlagen und waren bis zum letzten Spielzug im Rennen um den Einzug in die Play-offs. Als Nachrücker wurde Minshew für die Pro Bowl Games 2024 nominiert.
2024 verließ Minshew die Colts und wurde von den Las Vegas Raiders unter Vertrag genommen. Er erhielt einen Zweijahresvertrag im Wert von 25 Millionen US-Dollar. Dort konkurrierte er in der Saisonvorbereitung mit Aidan O’Connell um die Position als Starter, wobei er sich durchsetzen konnte und als Starting-Quarterback der Raiders in die Saison ging. Er bestritt neun Spiele als Starter für die Raiders, von denen er nur zwei gewinnen konnte. Dabei warf Minshew neun Touchdownpässe bei zehn Interceptions, bevor er mit einem Schlüsselbeinbruch für den Rest der Saison ausfiel. Nach der Saison wurde Minshew im März 2025 von den Raiders entlassen.
Am 17. März 2025 nahmen die Kansas City Chiefs Minshew unter Vertrag.

### NFL-Statistiken
| 2019                               | JAX    | 14 | 12 | 285–470   | 60,6 | 3271   | 21 | 6  | 91,2  |
| 2020                               | JAX    | 9  | 8  | 216–327   | 66,1 | 2259   | 16 | 5  | 95,9  |
| 2021                               | PHI    | 4  | 2  | 41–60     | 68,3 | 439    | 4  | 1  | 104,8 |
| 2022                               | PHI    | 5  | 2  | 44–76     | 57,9 | 78     | 3  | 3  | 83,4  |
| 2023                               | IND    | 17 | 13 | 305–490   | 62,2 | 3305   | 15 | 9  | 84,6  |
| 2024                               | LVR    | 10 | 9  | 203–306   | 66,3 | 2013   | 9  | 10 | 81,0  |
| Gesamt                             | Gesamt | 59 | 46 | 1094–1729 | 63,3 | 11.950 | 68 | 34 | 88,5  |
| Quelle: pro-football-reference.com |        |    |    |           |      |        |    |    |       |